# Енгіданос
Енгіданос (ісп. Enguídanos) — муніципалітет в Іспанії, у складі автономної спільноти Кастилія-Ла-Манча, у провінції Куенка. Населення — 426 осіб (2010).
Муніципалітет розташований на відстані близько 200 км на південний схід від Мадрида, 65 км на південний схід від Куенки.
На території муніципалітету розташовані такі населені пункти: (дані про населення за 2010 рік)
- Енгіданос: 424 особи
- Сальто: 2 особи

## Демографія
Динаміка населення (INE ):